# Дитя Осіріса
«Дитина Осіріса: Наукова фантастика, том перший» (також «Дитя Осіріса», а в прокаті у Європі — «Війни походження») — австралійський науково-фантастичний фільм 2016 року режисера Шейна Аббесса. Прем'єра відбулася у вересні 2016 року на Фестивалі фантастичного кіно в Остіні. В Австралії фільм вийшов 21 квітня 2017 року.

## Про фільм
Колонізація космосу йде повним ходом. На далекій планеті лейтенант Кейн несе службу, а її дочка ніколи не бачила Землі. Там же проводяться якісь експерименти. І коли чудовиськ, що розплодилися, стає занадто багато, генерал вирішує знищити на планеті все живе — мотивуючи неіснуючим бунтом у місцевій в'язниці.
Сай Ломброк, колишня медсестра, рушає разом з Кейном Соммервіллем — лейтенантом, який працює на «Exor» — позаземну військову контрактну компанію в позаземному майбутньому людства — на пошуки маленької дочки Кейна Інді перед катастрофою.
У громадянина Кейна є 24 години, щоб урятувати доньку і спробувати вижити самому.

## Знімались
| Актор            | Роль                       |
| ---------------- | -------------------------- |
| Келлан Латц      | Ломброк                    |
| Деніел Макферсон | Соммервіль                 |
| Ізабель Лукас    | Джіп                       |
| Люк Форд         | Білл                       |
| Рейчел Гріффітс  | генералка Лінекс           |
| Темуера Моррісон | начальник в'язниці Мордейн |
| Брен Фостер      | Чарльз Крет                |
| Тіган Крофт      | Інді Соммервіль            |
| Грейс Хуанг      | медсестра                  |
| Фірасс Дірані    | Кларенс Кармел             |
| Гаррі Павлідіс   | Гоппер Джой                |
| Зої Вентура      | Когніт                     |
| Енді Родореда    | Майклз                     |